# هربرت بيغار
هربرت بيغار هو فلاح كندي، ولد في 6 يناير 1809، وتوفي في 1892.